# Список штучних об'єктів на Марсі
Нижче наведено список штучних об'єктів, які досягли поверхні Марса. Загальна вага всіх апаратів, які дотепер розташовані на планеті, — понад 8 тонн.

## Список
| №  | Станція                          | Країна                  | Зображення | Дата посадки | Маса (кг) апарата приземлення | Координати посадки                            | Примітки |
| -- | -------------------------------- | ----------------------- | ---------- | ------------ | ----------------------------- | --------------------------------------------- | --- |
| 1  | Марс-2                           | СРСР                    |            | 27.11.1971   | 1210                          | 4° пн. ш. — 47° зх. д.                        | Перша у світі станція, що досягла поверхні Марса. При посадці розбилася. |
| 2  | Марс-3                           | СРСР                    |            | 02.12.1971   | 1210                          | 45° пд. ш. — 158° зх. д.                      | 2 грудня 1971 року була здійснена перша м'яка посадка на поверхню Марса. Апарат почав передачу панорами навколишнього середовища, але отримане зображення було сірим фоном без єдиної деталі. Через 14,5 с сигнал пропав. До складу посадочного модуля входив марсохід. |
| 3  | Марс-6                           | СРСР                    |            | 12.03.1974   | 635                           | 29,9° пд. ш. — 19,4° зх. д.                   | У момент спрацювання двигунів гальмування на швидкості 61 м/, зв'язок із планетним модулем був втрачений. «Марс-6» приземлився в районі Margaritifer Terra (район у Південній півкулі Марса).                                                                           |
| 4  | Вікінг-1                         | Сполучені Штати Америки |            | 20.07.1976   | 657                           | 22,48° пн. ш. — 47,97° зх. д., рівнина Хріса  | Апарат приземлення пропрацював до 1982 року. «Вікінги» вперше передали з поверхні Марса кольорові фотографії високої якості. |
| 5  | Вікінг-2                         | Сполучені Штати Америки |            | 03.09.1976   | 657                           | 48,3° пн. ш. — 225,99° зх. д., рівнина Утопія | Обидва апарати взяли зразки ґрунту як проби для аналізу на наявність життя. Результати виявилися доволі неочікувані — виявлено відносно високу хімічну активність ґрунту, але однозначних слідів життєдіяльності мікроорганізмів знайти не вдалося.                     |
| 6  | Mars Pathfinder                  | Сполучені Штати Америки |            | 04.07.1997   | 360                           | 19,3° пн. ш. — 33,6° зх. д.                   | Перший марсохід на Марсі, що вдало працював. Загалом було передано 16,5 тис. фотографій камери посадкового апарата і 550 знімків камер марсоходу, проведено 15 аналізів порід.                                                                                          |
| 7  | Mars Climate Orbiter             | Сполучені Штати Америки |            | 23.11.1999   | 629                           | Невідомо                                      | При входженні в атмосферу зв'язок був втрачений. |
| 8  | Mars Polar Lander і Deep Space 2 | Сполучені Штати Америки |            | 03.12.1999   | 500                           | 76° пд. ш. — 195° зх. д.                      | При входженні в атмосферу зв'язок з апаратом був втрачений. Пошуки сигналу велися як із Землі, так і з автоматичної міжпланетної станції «Mars Global Surveyor» протягом півтора місяця, але результату не було.                                                        |
| 9  | Бігль-2                          | Велика Британія         |            | 25.12.2003   | 69                            | 10,6° пн. ш. — 270° зх. д.                    | Посадка ймовірно пройшла вдало, але апарат на зв'язок не вийшов. |
| 10 | Спіріт                           | Сполучені Штати Америки |            | 04.01.2004   | 185                           | 14,6° пд. ш. — 175,48° O, кратер Гусєва       | Кратер Гусєва був обраний для вивчення тому, що тут, ймовірно, колись існувало озеро. |
| 11 | Оппортьюніті                     | Сполучені Штати Америки |            | 25.01.2004   | 185                           | 1,95° пд. ш. — 354,47° O                      | Марсохід «Оппортьюніті» вдало приземлився на поверхні Марса. |
| 12 | Фенікс                           | Сполучені Штати Америки |            | 25.05.2008   | 350                           | 68,2° пн. ш. — 125,7° зх. д.                  | «Фенікс» здійснив посадку в районі північного полюсу, знайшов воду на Марсі. |
| 13 | К'юріосіті                       | Сполучені Штати Америки |            | 05.08.2012   | 899                           | 4,35° пд. ш. — 137,26° зх. д., кратер Гейла   | Марсохід «К'юріосіті» вдало приземлився на поверхні Марса. |
| 14 | Персеверанс                      | Сполучені Штати Америки |            | 18.02.2021   | 1025                          | 18,855° пн. ш. 77,519° зх. д., кратер Єзеро   | Марсохід «Персеверанс» вдало приземлився на поверхні Марса. |

### Галерея

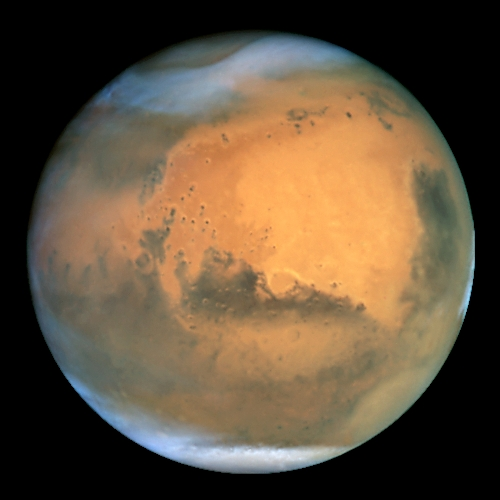
Фото Марса космічним телескопом «Габбл»
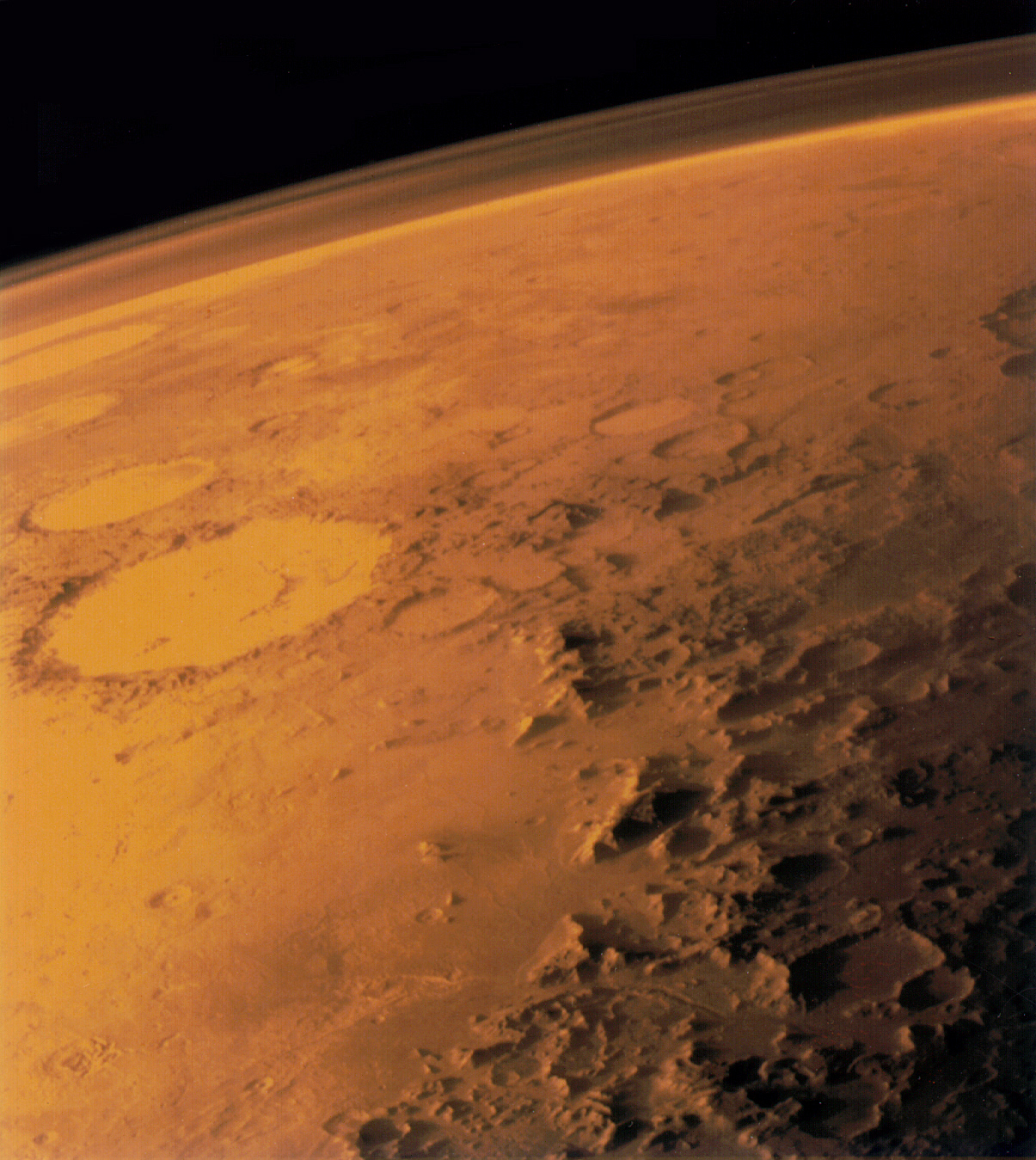
Атмосфера Марса
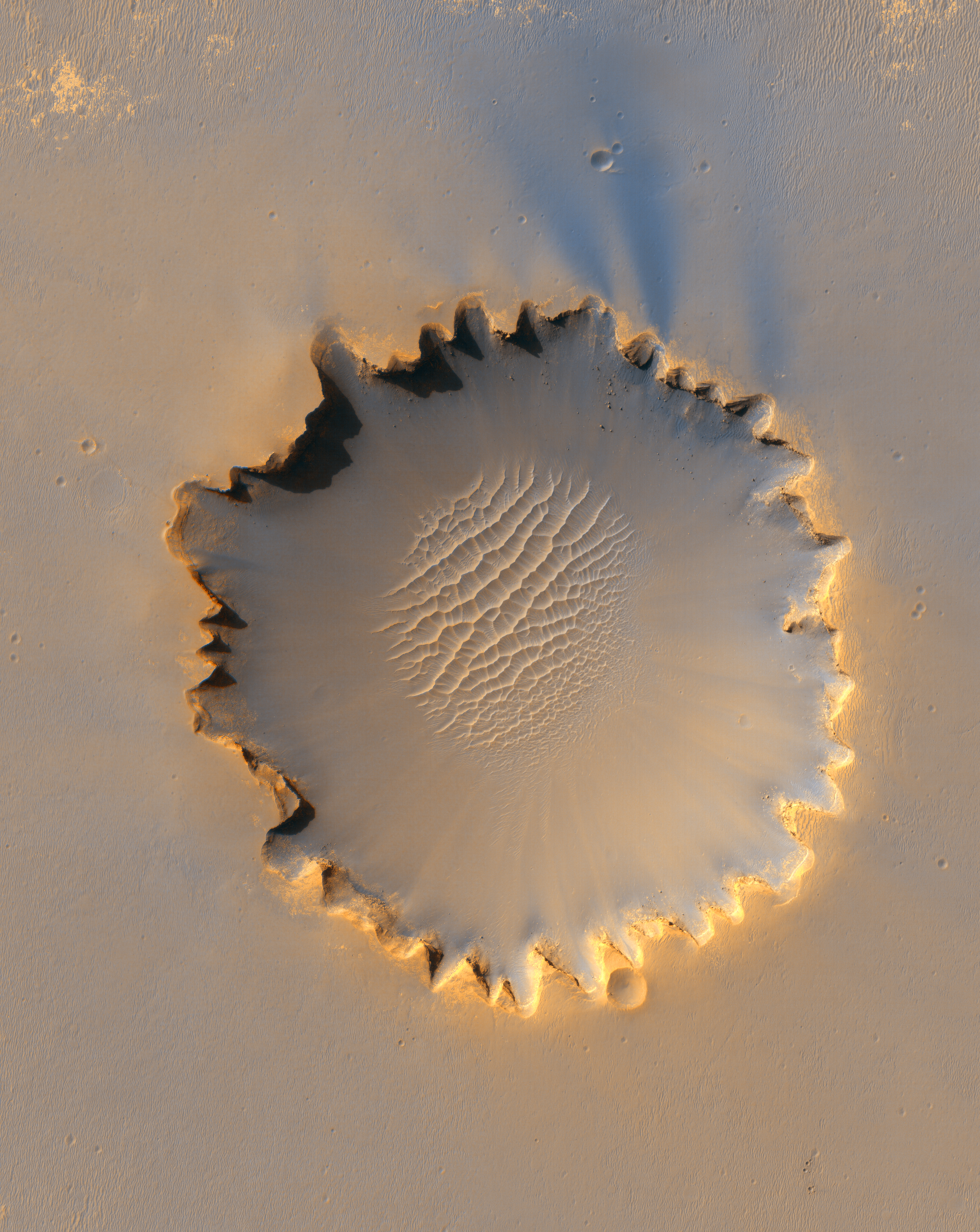
Кратер Вікторія
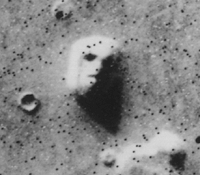
Відоме «обличчя на Марсі», сфотографоване апаратом «Вікінг-1»